# Église Saint-Évroult de Champs
L'église Saint-Évroult est une église catholique située à Tourouvre au Perche, en France.

## Localisation
L'église est située dans le département français de l'Orne, dans le petit bourg de Champs, commune déléguée de la commune nouvelle de Tourouvre au Perche.

## Architecture
L'édifice est classé au titre des Monuments historiques depuis le 23 février 1965.